# Angot Point
Der Angot Point (französisch Pointe Angot; spanisch Punta Angot) ist die südliche Landspitze von Hoseason Island im Palmer-Archipel vor der Westküste des antarktischen Grahamlands.
Benannt wurde das Kap vom französischen Polarforscher Jean-Baptiste Charcot, Leiter der Vierten Französischen Antarktisexpedition (1903–1905). Namensgeber ist der französische Physiker, Meteorologe und Klimatologe Charles Alfred Angot (1848–1924), Mitglied der Kommission zur Veröffentlichung der wissenschaftlichen Ergebnisse der Forschungsreise. Die englischsprachige Benennung geht auf eine Entscheidung des Advisory Committee on Antarctic Names aus dem Jahr 1952 zurück, dem sich ein Jahr später auch das UK Antarctic Place-Names Committee anschloss.